# David Ogden Stiers
Pour les articles homonymes, voir Ogden et Stiers.
David Allen Ogden Stiers est un acteur américain né le 31 octobre 1942 à Peoria (Illinois) et mort le 3 mars 2018 à Newport (Oregon).

## Biographie
David Ogden Stiers commence sa carrière à San Francisco à l'Actors Workshop avant d'aller travailler à la compagnie de John Houseman à New York sur plusieurs productions comme l'Opera Beggar, Measure for Measure, The Hostage, et The Magic Show.
Il meurt d'un cancer de la vessie le 3 mars 2018 à l'âge de 75 ans.

## Filmographie

### Cinéma

#### Longs métrages
- 1971 : THX 1138 de George Lucas : annonceur (voix)
- 1971 : Vas-y, fonce de Jack Nicholson : propriétaire
- 1977 : Bon Dieu !  (Oh, God!), de Carl Reiner : Mr McCarthy
- 1978 : Le Privé de ces dames de Robert Moore : capitaine
- 1978 : Magic de Richard Attenborough : Todson
- 1981 : Harry's War (en) de Kieth Merrill : Ernie
- 1985 : L'Homme à la chaussure rouge de Stan Dragoti : le conducteur
- 1985 : Creator d'Ivan Passer : Dr Sid Kullenbeck
- 1985 : Gagner ou Mourir (Better Off Dead...) de Savage Steve Holland : Al Meyer
- 1988 : Une autre femme de Woody Allen : père de Marion jeune
- 1988 : Voyageur malgré lui de Lawrence Kasdan : Porter Leary
- 1991 : Doc Hollywood de Michael Caton-Jones : maire Nick Nicholson
- 1992 : Ombres et Brouillard de Woody Allen : Hacker
- 1993 : Taking Liberty de Stuart Gillard : Benjamin Franklin
- 1994 : L'Enfer blanc de Charles Haid : J. W. Harper
- 1995 : Duo mortel de Damian Harris : juge Justin Beach
- 1995 : Napoléon en Australie de Mario Andreacchio : koala (voix)
- 1995 : Faux frères, vrais jumeaux d'Andrew Davis : juge Winton Myers
- 1995 : Maudite Aphrodite de Woody Allen : Laius
- 1996 : Tout le monde dit I love you de Woody Allen : Arnold Spence
- 1997 : Voici Wally Sparks (en) de Peter Baldwin : gouverneur Floyd Preston
- 1997 : Un Indien à New York de John Pasquin : Alexei Jovanovic
- 1998 : Drôles de Papous de Todd Holland : Henry Spivey
- 1999 : The Stand-in (en) de Roberto Monticello : professeur Smith
- 2001 : Tomcats de Gregory Poirier : Dr Crawford
- 2001 : Le Sortilège du scorpion de jade de Woody Allen : Voltan Polgar
- 2001 : The Majestic de Frank Darabont : Doc Stanton
- 2009 : Not Dead Yet de Sam Hull : William Weinshawler

#### Films d'animation
- 1991 : La Belle et la bête de Gary Trousdale et Kirk Wise : Big Ben (voix)
- 1992 : Porco rosso de Hayao Miyazaki : Grandpa Piccolo (voix)
- 1995 : Pocahontas : Une légende indienne de Mike Gabriel et Eric Goldberg : gouverneur Ratcliffe / Wiggins (voix)
- 1996 : Le Bossu de Notre-Dame de Gary Trousdale et Kirk Wise : Archdeacon (voix)
- 1997 : La Belle et la Bête 2 : Le Noël enchanté d'Andy Knight (en) : Cogsworth (voix)
- 1998 : Le Monde magique de la Belle et la Bête : Cogsworth (voix)
- 1998 : Pocahontas 2 : Un monde nouveau : Ratcliffe (voix)
- 2001 : Atlantide, l'empire perdu de Gary Trousdale et Kirk Wise : Fenton Q. Harcourt (voix)
- 2001 : Le Voyage de Chihiro de Hayao Miyazaki : Kamaji (voix)
- 2002 : Lilo et Stitch de Dean DeBlois et Chris Sanders : Dr Jumba Jookiba (voix)
- 2003 : Stitch ! Le film de Tony Craig et Roberts Gannaway : Dr Jumba Jookiba (voix)
- 2003 : Batman : La Mystérieuse Batwoman de Curt Geda et Tim Maltby : Oswald Chesterfield Cobblepot / Le pingouin (voix)
- 2004 : Scott, le film (Teacher's Pet) de Timothy Björklund : Mr. Jolly (voix)
- 2004 : Les Aventures de Petit Gourou de Saul Andrew Blinkoff et Elliot M. Bour : narrateur
- 2005 : La Véritable Histoire du Petit Chaperon rouge de Cory Edwards, Todd Edwards et Lorenz Rettel : Nicky Flippers (voix)
- 2005 : Lilo et Stitch 2 : Hawaï, nous avons un problème! de  Michael LaBash et Anthony Leondis : Dr Jumba Jookiba (voix)
- 2006 : Leroy et Stitch (Leroy & Stitch) de Tony Craig et Roberts Gannaway : Dr Jumba Jookiba

#### Courts métrages
- 2001 : Mickey, la magie de Noël : Cogsworth
- 2004 : The Cat That Looked at a King de Peter Schneider : le roi / le Premier ministre (voix)

### Télévision

#### Téléfilms
- 1977 : A Circle of Children de Don Taylor : Dan Franklin
- 1978 : Le Dernier match de Fielder Cook : Dr Charles Mayo
- 1978 : Sergeant Matlovich Vs. the U.S. Air Force de Paul Leaf : G-2 captain
- 1979 : Breaking Up Is Hard to Do de Lou Antonio : Howard Freed
- 1980 : The Oldest Living Graduate de Jack Hofsiss : Major
- 1980 : Father Damien: The Leper Priest de Steve Gethers : Dr Mouritz
- 1982 : The Day the Bubble Burst de Joseph Hardy : William Crapo Durant
- 1984 : Anatomy of an Illness de Richard T. Heffron : Cleveland Amory
- 1985 : L'Ange du mal de Paul Wendkos : Emory Breedlove
- 1986 : Mrs. Delafield Wants to Marry de George Schaefer : Horton Delafield
- 1987 : J. Edgar Hoover de Robert L. Collins : Franklin D. Roosevelt
- 1987 : The Alamo: Thirteen Days to Glory (en) de Burt Kennedy : colonel Black
- 1989 : Day One de Joseph Sargent : président Franklin D. Roosevelt
- 1989 : The Final Days de Richard Pearce : Alexander Haig
- 1989 : Final Notice de Steven Hilliard Stern
- 1990 : The Kissing Place de Tony Wharmby : Charles Tulane
- 1990 : How to Murder a Millionaire de Paul Schneider : Gilbert
- 1991 : Wife, Mother, Murderer de Mel Damski : John Homan
- 1992 : The Last of His Tribe de Harry Hook : Dr Saxton Pope
- 1992 : Mastergate de Michael Engler : Shepherd Hunter
- 1993 : Parents coupables de Noel Nosseck : Gerald Orr
- 1994 : Past Tense de Graeme Clifford : Dr Bert James
- 1996 : Le Poids du passé de Steven Schachter : Ken Bradfield
- 1997 : Justice League of America (en) de Félix Enríquez Alcalá : J'onn J'onzz / Martian Manhunter
- 2001 : Food for Thought de Kenny Golde : professeur Rinkle
- 2004 : Cable Beach de James Head : Doc McWhirter

#### Séries télévisées
- 1975 : Kojak : Bryan LeBlanc
- 1976 : Doc (en), 7 épisodes : Stanley Moss
- 1977-1983 : M*A*S*H : Major Charles Winchester
- 1983 : Mark Twain: le voyage des innocents (The Innocents Abroad) : Doc
- 1984 : The First Olympics: Athens 1896 : Dr William Milligan Sloane
- 1985 : Nord et Sud : le membre du Congrès Sam Greene
- 1986 : Nord et Sud 2 : le membre du Congrès Sam Greene
- 1986 : Perry Mason: The Case of the Notorious Nun : D. A. Michael Reston
- 1986 : Perry Mason: The Case of the Shooting Star : D. A. Michael Reston
- 1987 : Perry Mason: The Case of the Lost Love : D. A. Michael Reston
- 1987 : Perry Mason: The Case of the Sinister Spirit : D. A. Michael Reston
- 1987 : Perry Mason: The Case of the Murdered Madam : D. A. Michael Reston
- 1987 : Perry Mason: The Case of the Scandalous Scoundrel : D. A. Michael Reston
- 1988 : Perry Mason: The Case of the Avenging Ace : D. A. Michael Reston
- 1988 : Perry Mason: The Case of the Lady in the Lake : D. A. Michael Reston
- 1991 : American Eyes : Jack Henderson
- 1991 : Star Trek : La Nouvelle Génération : Timicin
- 1998 : Un toit pour trois : Mr. Bauer
- 1999 : Love & Money : Nicholas Conklin
- 2000 : Scott, premier de la classe (en) : Mr. Jolly
- 2001 : Disney's tous en boîte : Cogsworth
- 2001 : Mona the Vampire : Mr. Jarcourt / Sheriff de Nottingham
- 2001 : Arabesque : L'Heure de la justice : Stanford Thornton
- 2001 : Black River
- 2001 : Le Livre de Winnie l'ourson
- 2002 : Dead Zone : Révérend Gene Purdy
- 2006-2008 : Stargate Atlantis : Oberoth
- 2011 : Leverage  :  Le Coup de l'amour courtois (saison 4 épisode 15) : Walt Whitman Wellesley IV
- 2015 : Rizzoli and Isles : Ravie de vous connaître, Dr Isles (saison 6 épisode 8) : Dr Isles
- 2015 : Rizzoli and Isles : Partenaires particuliers (saison 6 épisode 9) : Arthur Isles